# Revolutionaries de George Washington
Le nom des Revolutionaries de George Washington (en anglais : George Washington Revolutionaries ; Colonials de George Washington avant l'année universitaire 2023-2024) regroupe l'ensemble des 22 équipes universitaires de l'université George Washington. Leurs couleurs sont, comme celles de l'établissement le chamois et le bleu. Les Revolutionaries de George Washington sont membres de la première division (Division 1) de la National Collegiate Athletic Association plus connue sous le nom de NCAA et font partie de la Atlantic Ten Conference dans toutes les disciplines à l'exception du water polo qui concourt dans le Collegiate Water Polo Association et la gymnastique qui est indépendante. L'université George Washington a parrainé une équipe de football universitaire qui a été dissoute en 1966.

## Équipes
| Sport         | Terrain/salle                     | Hommes | Femmes |
| Aviron        | Thompson Boat Center              | X      | X      |
| Baseball      | Barcroft Park                     | X      | -      |
| Basket-ball   | Charles E. Smith Athletic Center  | X      | X      |
| Cross Country | Bull Run Park                     | X      | X      |
| Football      | GW Athletic Fields                | X      | X      |
| Golf          | Laurel Hill Golf Club             | X      | -      |
| Gymnastique   | Charles E. Smith Athletic Center  | -      | X      |
| Lacrosse      | GW Athletic Fields                | -      | X      |
| Natation      | GW Swim Center                    | X      | X      |
| Softball      | GW Athletic Fields                | -      | X      |
| Squash        | Lerner Health and Wellness Center | X      | X      |
| Tennis        | GW Tennis Center                  | X      | X      |
| Volleyball    | Charles E. Smith Athletic Center  | -      | X      |
| Water Polo    | Charles E. Smith Athletic Center  | X      | X      |